# Jacques Pras
Jacques Pras (Bréville, 12 de juny de 1924 - Jarnac, 18 de juliol de 1992) va ser un ciclista francès, que fou professional entre el 1947 i 1954. En el seu palmarès destaca, per damunt de tot, una victòria d'etapa al Tour de França de 1948. És el pare de l'artista Bernard Pras.

## Palmarès
- 1948
  - 1r del Premi Popular del Centre
  - 1r de la Roanne-Lió
  - Vencedor d'una etapa al Tour de França
  - Vencedor d'una etapa al Circuit de les Províncies
- 1949
  - Vencedor d'una etapa del Tour de l'Alta Viena
- 1950
  - 1r del Premi de Brive.
- 1951
  - Vencedor d'una etapa del Tour del Llemosí
- 1959
  - 1r de la Poitiers-Saumur-Poitiers

### Resultats al Tour de França
- 1948. Abandona (14 etapa). Vencedor d'una etapa